# Сарытаг
Сарытаг (Аксай, в верховье — Ахбашир, в среднем течении — Каракуль, тадж. Саратоғ) — река, протекающая по территории Айнинского района Согдийской области Таджикистана. Впадает в озеро Искандеркуль (бассейн Зеравшана).
Длина — 35. Площадь водосбора — 539 км². Средневзвешенная высота водосбора — 3480 м. Среднеквадратичное отклонение — 480 м. Среднесуточный расход воды — 62,7 м³/с (место измерения устье).

## География
Согласно данным справочника «Ресурсы поверхностных вод СССР» (1971) изреженная растительность и полупустынные зоны занимают 10,0 % от общей площади бассейна Сарытага, 28,0 % скалистые обнажения, осыпи, ледники и фирновые поля. Густой травяной покров, субальпийские и альпийские луга занимают 6,0 %, леса, заросли кустарника и редколесье — 56,0 %. Площадь бассейна с преобладанием горных пород делится следующим образом:
1. Галечники и пески — 1 %
2. Сланцы, глины, алевролиты — 9 %
3. Песчаники, конгломераты — 30 %
4. Карбонаты, глины, мергели, известняки, доломиты, соли — 30 %
5. Интрузивы, эффузивы, метаморфические — 30,0 %

## Гидрография
Количество рек протяжённостью менее 10 км расположенных в бассейне Сарытага — 28, их общая длина составляет 61 км.
Коэффициент внутригодового стока — 1,54. Месяц с наибольшим стоком — июль. 54 % от годового стока приходится на период с июля по сентябрь. Тип питания — ледниково-снеговое.
Сарытаг входит в I группу рек с весенним лимитирующим сезоном. В таблице приведены следующие характеристики стока реки (место измерения устье).
| Водность года | Месячный сток (%) | Месячный сток (%) | Месячный сток (%) | Месячный сток (%) | Месячный сток (%) | Месячный сток (%) | Месячный сток (%) | Месячный сток (%) | Месячный сток (%) | Месячный сток (%) | Месячный сток (%) | Месячный сток (%) | Сезонный сток (%) | Сезонный сток (%) | Сезонный сток (%)  |
| Водность года | I                 | II                | III               | IV                | V                 | VI                | VII               | VIII              | IX                | X                 | XI                | XII               | Весна (IV—VII)    | Лето (VIII—IX)    | Зима-лето (X—III)! |
| ------------- | ----------------- | ----------------- | ----------------- | ----------------- | ----------------- | ----------------- | ----------------- | ----------------- | ----------------- | ----------------- | ----------------- | ----------------- | ----------------- | ----------------- | ------------------ |
| Средний       | 1,5               | 1,3               | 1,2               | 1,7               | 6,5               | 23,8              | 29,3              | 17,5              | 9,5               | 3,6               | 2,3               | 1,8               | 86,6              | 10,5              | 2,9                |

## Притоки
Приведены в порядке впадения, считая от устья Сарытага.
- 2,6 км: река Канчоч (пр)
- 5,0 км: река Арх (лев)
- 9,0 км: река Дикондара[3] (пр)

### Комментарии
1. ↑  отношение величины стока за период июль-сентябрь к величине стока за период март-июнь